# Bianca Buitendag
Bianca Buitendag (George, 9 de novembro de 1993) é uma surfista profissional sul-africana que está na World Women's Championship Tour.

## Carreira
A Bianca Buitendag iniciou a sua carreira de surfista profissional no WQS em 2012, com apenas 18 anos. Ela ficou no segundo lugar, atrás apenas da americana Sage Erickson, e qualificou para a Championship Tour 2013. Ela terminou em oitavo na classificação global em sua primeira temporada, e depois em 7ª em 2014.

## Temporadas e classificações

### 2012
- 3º lugar no Cabreiroa Pantin Classic Pro em Corunha (Espanha).
- 1º lugar no SATA Airlines Azores Pro em São Miguel (Portugal).

### 2013
- 3º lugar no Hunter Ports Womens Classic em Newcastle (Austrália).
- 3 lugar no Colgate Plax Girls Rio Pro no Rio de Janeiro (Brasil).

### 2014
- 3º lugar no Hunter Ports Womens Classic em Newcastle (Austrália).
- 2º lugar no Roxy Pro Gold Coast em Gold Coast (Austrália).
- 3º lugar no Target Maui Pro em Maui (Hawai).

### 2015
- 2º lugar no Oi Rio Women's Pro em Rio de Janeiro (Brasil).
- 2º lugar no Fiji Women's Pro em Tavarua (Fiji).
- 3º lugar no Women's Vans US Open of Surfing em Huntington Beach (Estados Unidos).
- 2º lugar no Swatch Women's Pro em Trestles (Estados Unidos).

## Ligações Externas
- Perfil na World Surf League
- Site Pessoal